# チームKII 8th Stage「時間がない」
『チームKII 8th Stage「時間がない」』（チームケーツーエイスステージ じかんがない）は、SKE48チームKII劇場公演の8th Stageである。

## 概要
- SKE48チームKIIの8th公演であり、チームKIIとしては、約11年ぶりの新公演で、第2弾のオリジナル公演となる[1]。
- 楽曲提供は、Night Tempo、俊龍などが提供している。
- AKB48グループ(SKE48)でのオリジナル公演では、チームS 7th Stage 「愛を君に、愛を僕に」に引き続き、秋元康以外の作詞である。
- 振り付けは、CRE8BOYが担当している。
- 2022年12月3日、12月4日に、AKB48グループの初の試みとして、オアシス21 緑の広場（緑の大地）にて、生公開練習を開催した[2]。
- ユニット曲の「空の青さに理由（わけ）はない」の歌唱メンバーの青木莉樺、水野愛理で、曲名の「空の青さに理由（わけ）はない」として派生ユニットを結成して、単独ライブを実施した。

## 公演内容

### 曲目
1. overture（SKE48 ver.）
（作編曲：尾澤拓実、歌：TAZ）
全SKE48公演共通である。
2. 異形のダンス
（作詞：土岐麻子、作曲、編曲：Night Tempo）
3. 時間がない
（作詞、作曲、編曲：Night Tempo）
4. ドント・ストップ・ミュージック
（作詞、作曲、編曲：藤井健太郎 (HANO)）
5. 君は未来に試されている
（作詞：kazuei、作曲：俊龍、編曲：久下真音）
6. 転生しても好きでした
（作詞：jam、作曲：俊龍、編曲：Randee）
7. Go for the Dream!!
（作詞：jam、作曲：松本俊明、編曲：柴崎あゆみ）
8. 瞳の中にアップル
（作詞、作曲：小高光太郎、UiNA、編曲：T4K）
9. プレシャス
（作詞：蓮実えれな、作曲、編曲：T4K）
10. 空の青さに理由(わけ)はない
（作詞：kazuei、作曲：俊龍、編曲：Randee）
11. ハートブレイカーズ
（作詞：土岐麻子、作曲、編曲：Night Tempo）
12. MY BESTIE
（作詞：Vivi Conomi、作曲、編曲：Night Tempo）
13. Over the Top
（作詞：叶人、作曲、編曲：YAS）
14. We Don't Have A Time!!
（作詞：jam、作曲：松本俊明、編曲：石倉誉之）

アンコール
1. いいね、それいいね
（作詞：NIYA、作曲：NIYA、Nobuaki Tanaka、編曲：Nobuaki Tanaka）
2. 消えない虹を心にかけて
（作詞：神田澪、作曲：俊龍、編曲：よる。）
3. 僕らを繋ぐもの
（作詞：内田ましろ、作曲、編曲：藤井健太郎 (HANO)）

## SKE48 チームKII 8th Stage「時間がない」公演
- 公演期間：2022年12月11日 - 2025年4月5日[3]（103公演）
- 出演メンバー
青木詩織、青木莉樺、荒井優希、伊藤実希、入内嶋涼、江籠裕奈、太田彩夏、岡本彩夏、川嶋美晴、北野瑠華、鈴木愛菜、中野愛理、西井美桜、日高優月、藤本冬香、水野愛理
- ユニット曲担当
  - 転生しても好きでした（☆江籠・中野・鈴木）
  - Go for the Dream!!（☆荒井・北野・伊藤）
  - 瞳の中にアップル（☆太田・川嶋・入内嶋・青木詩・藤本）
  - プレシャス（☆日高・岡本・西井）
  - 空の青さに理由（わけ）はない（青木莉・水野）
- 1日限定ユニットシャッフル公演 (2023.10.12)
  - 転生しても好きでした（☆青木詩・川嶋・水野）
  - Go for the Dream!!（☆中野・西井・藤本）
  - 瞳の中にアップル（荒井・伊藤・北野・鈴木・☆日高）
  - プレシャス（青木莉・入内嶋・☆太田）
  - 空の青さに理由（わけ）はない（江籠・岡本）

## スタジオ収録CD
『時間がない』は、SKE48チームKIIのスタジオ・レコーディングアルバム。2022年12月21日にZEST RECORDSから発売された。
- 収録メンバー
青木詩織、青木莉樺、荒井優希、伊藤実希、入内嶋涼、江籠裕奈、太田彩夏、岡本彩夏、川嶋美晴、北野瑠華、鈴木愛菜、中野愛理、西井美桜、日高優月、藤本冬香、水野愛理
- 収録曲

1. overture（SKE48 ver.）
2. 異形のダンス
3. 時間がない
4. ドント・ストップ・ミュージック
5. 君は未来に試されている
6. 転生しても好きでした（歌：江籠、中野、鈴木）
7. Go for the Dream!!（歌：荒井、北野、伊藤）
8. 瞳の中にアップル（歌：太田、川嶋、入内嶋、青木詩、藤本）
9. プレシャス（歌：日高、岡本、西井）
10. 空の青さに理由(わけ)はない（歌：青木莉、水野）
11. ハートブレイカーズ
12. MY BESTIE
13. Over the Top
14. We Don't Have A Time!!
15. いいね、それいいね
16. 消えない虹を心にかけて
17. 僕らを繋ぐもの

## 動画
| 公開日         | 内容 | 備考                                  |
| -------------- | --- | ------------------------------------- |
| 2022年11月11日 | SKE48 TeamKⅡ オリジナル新公演「時間がない」／「時間がない（Produced by Night Tempo）」Music Video - YouTube              | Music Videoのロケ地は東京スカイツリー |
| 2022年12月17日 | SKE48 TeamKⅡ オリジナル新公演「時間がない」／『時間がない（Produced by Night Tempo）』初日パフォーマンス映像 - YouTube   | -                                     |
| 2022年12月9日  | SKE48 TeamKⅡオリジナル新公演「時間がない」Document＃１ - YouTube                                                         | -                                     |
| 2022年12月18日 | SKE48 TeamKⅡオリジナル新公演「時間がない」Document＃２ - YouTube                                                         | -                                     |
| 2022年12月24日 | SKE48 TeamKⅡオリジナル新公演「時間がない」Document＃３ - YouTube                                                         | -                                     |
| 2022年12月20日 | SKE48 TeamKⅡ CD ALBUM「時間がない」Trailer Movie - YouTube                                                               | -                                     |
| 2022年12月21日 | SKE48 TeamKⅡ オリジナル新公演「時間がない」／『異形のダンス（Produced by Night Tempo）』初日パフォーマンス映像 - YouTube | -                                     |
| 2023年3月3日   | SKE48 TeamKⅡ オリジナル新公演「時間がない」／『空の青さに理由（わけ）はない』パフォーマンス映像 - YouTube                | -                                     |